# Nokia 5730 XpressMusic
Le Nokia 5730 XpressMusic est un smartphone et musiphone de l'entreprise Nokia. Il fut annoncé en mars et commercialisé en juin 2009. Il comporte deux claviers : un clavier QWERTY et un clavier "classique", le Wi-Fi, un accéléromètre et une puce A-GPS pour la géolocalisation. Il fonctionne sous Symbian OS v9.3 S60. Il est très proche du Nokia E75.

## Caractéristiques
- Système d'exploitation Symbian OS
- Processeur ARM 11 369 MHz
- GSM/EDGE/3G/3G+
- 112 × 51 × 15,4 mm pour 135 grammes
- Écran 2.4 pouces de définition 320 × 240 pixels, 16.7 millions de couleurs
- Batterie
- Mémoire : carte mémoire 8 Go MicroSD incluse (limitée à 32 Go)
- Appareil photo numérique de 3,2 MégaPixels Carl Zeiss Tessar (autofocus, zoom numérique ×8, format JPEG, flash DEL)
- Appareil photo numérique secondaire pour la visiophonie
- Wi-Fi b, g
- Bluetooth 2.0  Stéréo
- Jack (prise) 3,5 mm
- A-GPS (Logiciel Ovi, cartes incluses)
- Accéléromètre pour la rotation de l'écran
- Capteur de lumière ambiante
- Vibreur
- Radio FM 87.5-108 MHz avec RDS (max. 20 stations).
- DAS : 1,01 W/kg.